# Snooker en los Juegos Paralímpicos
El snooker adaptado fue incluido en los Juegos Paralímpicos de Verano desde la primera edición que se celebró en Roma (Italia) en 1960. El deporte dejó de formar parte del programa paralímpico a partir de la edición de Barcelona 1992.

## Ediciones
| N.º | Año  | Sede                        | País                       |
| --- | ---- | --------------------------- | -------------------------- |
| I   | 1960 | Roma                        | Italia                     |
| II  | 1964 | Tokio                       | Japón                      |
| III | 1968 | Tel Aviv                    | Israel                     |
| IV  | 1972 | Heidelberg                  | RFA                        |
| V   | 1976 | Toronto                     | Canadá                     |
| VI  | 1984 | Nueva York Stoke Mandeville | Estados Unidos Reino Unido |
| VII | 1988 | Seúl                        | Corea del Sur              |

## Medallero histórico
- Resultados de 1960 a 1988.[2]

| Núm. | País                 | Oro | Plata | Bronce | Total |
| ---- | -------------------- | --- | ----- | ------ | ----- |
| 1    | Reino Unido (GBR)    | 8   | 4     | 6      | 18    |
| 2    | Irlanda (IRL)        | 1   | 3     | 0      | 4     |
| 3    | Canadá (CAN)         | 1   | 0     | 0      | 1     |
| 4    | Estados Unidos (USA) | 0   | 2     | 0      | 2     |
| 5    | Australia (AUS)      | 0   | 1     | 1      | 2     |
| 6    | Italia (ITA)         | 0   | 0     | 3      | 3     |
| 6    | Malta (MLT)          | 0   | 0     | 3      | 3     |
|      | TOTAL                | 10  | 10    | 10     | 3     |